# Randwijk (Overbetuwe)

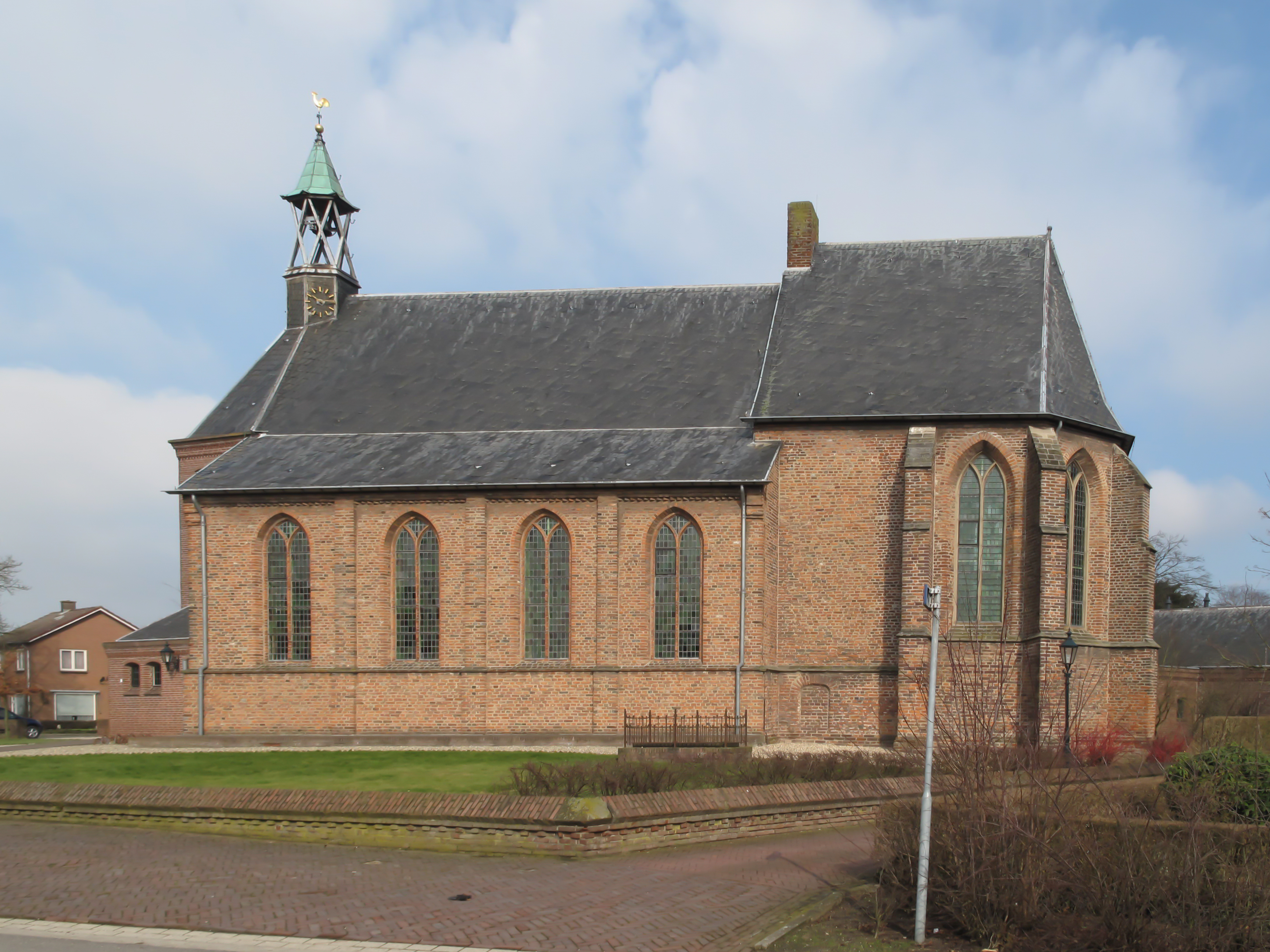
Kirche von Randwijk

Randwijk ist ein Dorf in den Niederlanden. Es liegt in der Gemeinde Overbetuwe, Provinz Gelderland. Der Ort hat etwa 1.465 Einwohner (Stand 2024).